# Сиљевица (Рековац)
Сиљевица је насеље у Србији у општини Рековац у Поморавском округу. Према попису из 2022. било је 85 становника.

## Историја
До Другог српског устанка Сиљевица се налазила у саставу Османског царства. Након Другог српског устанка Сиљевица улази у састав Кнежевине Србије и административно је припадала Јагодинској нахији и Левачкој кнежини све до 1834. године када је Србија подељена на сердарства.

## Демографија
У насељу Сиљевица живи 155 пунолетних становника, а просечна старост становништва износи 60,0 година (55,8 код мушкараца и 64,0 код жена). У насељу има 78 домаћинстава, а просечан број чланова по домаћинству је 2,12.
Ово насеље је у потпуности насељено Србима (према попису из 2002. године), а у последња три пописа, примећен је пад у броју становника.
|  |

| Демографија | Демографија | Демографија |
| Година      | Становника  | Становника  |
| ----------- | ----------- | ----------- |
| 1948.       | 757         |             |
| 1953.       | 736         |             |
| 1961.       | 645         |             |
| 1971.       | 501         |             |
| 1981.       | 328         |             |
| 1991.       | 231         | 229         |
| 2002.       | 165         | 170         |

| Етнички састав према попису из 2002.‍ | Етнички састав према попису из 2002.‍ | Етнички састав према попису из 2002.‍ | Етнички састав према попису из 2002.‍ | Етнички састав према попису из 2002.‍ |
| ------------------------------------ | ------------------------------------ | ------------------------------------ | ------------------------------------ | ------------------------------------ |
|                                      |                                      |                                      |                                      |                                      |
| Срби                                 | Срби                                 |                                      | 165                                  | 100,0%                               |
| непознато                            | непознато                            |                                      | 0                                    | 0,0%                                 |

| Сиљевица у пописима Јагодинске нахије — од 1818. до 1829.                         |       |       |       |       |       |       |          |       |       |       |       |       |
| Година пописа                                                                     | 1818. | 1819. | 1820. | 1821. | 1822. | 1823. | 1824/25. | 1825. | 1826. | 1827. | 1828. | 1829. |
| Куће                                                                              | 27    | 26    | 28    | 22    | 22    | 22    | 23       | 23    | 23    | 24    | 24    | 24    |
| Пореске главе*                                                                    | -     | 36    | 37    | 27    | 26    | 28    | 30       | 28    | 27    | 27    | 28    | 30    |
| Арачке главе**                                                                    | 71    | 77    | 90    | 71    | 75    | 75    | 81       | 82    | 82    | 84    | 84    | 85    |
| *Пореске главе = Ожењени мушкарци \| ** Арачке главе = Мушкарци од 7 до 70 година |       |       |       |       |       |       |          |       |       |       |       |       |

| Година пописа     | 1948. | 1953. | 1961. | 1971. | 1981. | 1991. | 2002. |
| ----------------- | ----- | ----- | ----- | ----- | ----- | ----- | ----- |
| Број домаћинстава | 130   | 134   | 138   | 128   | 115   | 89    | 78    |

| Број чланова      | 1  | 2  | 3 | 4 | 5 | 6 | 7 | 8 | 9 | 10 и више | Просек |
| ----------------- | -- | -- | - | - | - | - | - | - | - | --------- | ------ |
| Број домаћинстава | 29 | 33 | 7 | 3 | 2 | 2 | 1 | 1 | 0 | 0         | 2,12   |

| Пол    | Укупно | Неожењен/Неудата | Ожењен/Удата | Удовац/Удовица | Разведен/Разведена | Непознато |
| ------ | ------ | ---------------- | ------------ | -------------- | ------------------ | --------- |
| Мушки  | 75     | 14               | 51           | 9              | 1                  | 0         |
| Женски | 82     | 4                | 50           | 26             | 2                  | 0         |
| УКУПНО | 157    | 18               | 101          | 35             | 3                  | 0         |

| Пол    | Укупно                    | Пољопривреда, лов и шумарство | Рибарство                            | Вађење руде и камена | Прерађивачка индустрија       |
| ------ | ------------------------- | ----------------------------- | ------------------------------------ | -------------------- | ----------------------------- |
| Мушки  | 49                        | 45                            | 0                                    | 0                    | 0                             |
| Женски | 31                        | 29                            | 0                                    | 0                    | 0                             |
| УКУПНО | 80                        | 74                            | 0                                    | 0                    | 0                             |
| Пол    | Производња и снабдевање   | Грађевинарство                | Трговина                             | Хотели и ресторани   | Саобраћај, складиштење и везе |
| Мушки  | 0                         | 0                             | 1                                    | 0                    | 2                             |
| Женски | 0                         | 0                             | 1                                    | 0                    | 0                             |
| УКУПНО | 0                         | 0                             | 2                                    | 0                    | 2                             |
| Пол    | Финансијско посредовање   | Некретнине                    | Државна управа и одбрана             | Образовање           | Здравствени и социјални рад   |
| Мушки  | 0                         | 0                             | 0                                    | 0                    | 0                             |
| Женски | 0                         | 0                             | 0                                    | 1                    | 0                             |
| УКУПНО | 0                         | 0                             | 0                                    | 1                    | 0                             |
| Пол    | Остале услужне активности | Приватна домаћинства          | Екстериторијалне организације и тела | Непознато            | Непознато                     |
| Мушки  | 0                         | 0                             | 0                                    | 1                    | 1                             |
| Женски | 0                         | 0                             | 0                                    | 0                    | 0                             |
| УКУПНО | 0                         | 0                             | 0                                    | 1                    | 1                             |